# Saint-Jacques-d'Atticieux
Saint-Jacques-d'Atticieux är en kommun i departementet Ardèche i regionen Auvergne-Rhône-Alpes i sydöstra Frankrike. Kommunen ligger  i kantonen Serrières som ligger i arrondissementet Tournon-sur-Rhône. År 2022 hade Saint-Jacques-d'Atticieux 279 invånare.

## Befolkningsutveckling
Antalet invånare i kommunen Saint-Jacques-d'Atticieux
Referens: INSEE